# Мандриоло Инфериоре (Ређо Емилија)
Мандриоло Инфериоре је насеље у Италији у округу Ређо Емилија, региону Емилија-Ромања.
Према процени из 2011. у насељу је живело 26 становника. Насеље се налази на надморској висини од 29 м.